# C/1911 O1 (Brooks)
C/1911 O1 lub kometa Brooksa – kometa długookresowa odkryta przez Williama Roberta Brooksa w roku 1911.

## Orbita komety
Orbita komety C/1911 O1 ma kształt bardzo wydłużonej elipsy o mimośrodzie 0,997. Jej peryhelium znajduje się w odległości 0,49 j.a. od Słońca i kometa przeszła przez nie 28 października 1911 roku. Nachylenie orbity względem ekliptyki to wartość 33,8˚.

## Właściwości fizyczne
Kometa była jasnym, widocznym gołym okiem obiektem drugiej wielkości, z wąskim warkoczem. Wyraźny kolor niebieski świadczył o występowaniu jonów tlenku węgla.